# Neocallimastigales
Neocallimastigales is een kleine orde van schimmels (Fungi) uit de stam van de Neocallimastigomycota.

## Taxonomische indeling
De taxonomische indeling van de Neocallimasticales is volgens de Index Fungorum als volgt (peildatum december 2021):
Orde: Neocallimastigales
- Familie: Neocallimastigaceae
- Familie: Orpinomycetaceae
- Familie: Sphaeromonadaceae
- Familie: Anaeromycetaceae
- Familie: Piromonadaceae